# Дітмар Якобс
Дітмар Якобс (нім. Ditmar Jakobs, нар. 28 серпня 1953, Обергаузен) — німецький футболіст, що грав на позиції центрального захисника.
Виступав, зокрема, за клуб «Гамбург», з яким двічі вигравав Бундеслігу і Кубок чемпіонів УЄФА 1983 року, а також за національну збірну Німеччини, у складі якої — фіналіст чемпіонату світу з футболу 1986 року.

## Клубна кар'єра
У дорослому футболі дебютував 1971 року виступами за команду клубу «Рот Вайс» (Обергаузен), в якій провів три сезони, взявши участь у 45 матчах чемпіонату. 
Згодом з 1974 по 1979 рік грав у складі команд клубів «Теніс Боруссія» та «Дуйсбург».
1979 року перейшов до «Гамбурга», за який відіграв десять сезонів. На початку 1980-х гамбурзька команда була серед лідерів німецького і європейського футболу, виборовши за цей період два титули чемпіонів ФРН, а також Кубок чемпіонів УЄФА 1983 року. Якобс був важливим елементом цієї команди, зазвичай граючи на позиції ліберо. Завершив професійну кар'єру футболіста виступами за «Гамбург» у 1989 році.

## Виступи за збірну
1980 року дебютував в офіційних матчах у складі національної збірної Німеччини. Протягом кар'єри у національній команді, яка тривала 7 років, провів у її формі 20 матчів, забивши 1 гол.
Був основним ліберо збірної на чемпіонаті світу 1986 року у Мексиці, де виходив на поле у всіх крім одної іграх Бундестім, яка дійшла до фіналу, в якому з рахунком 2:3 поступилася аргентинцям.

## Титули і досягнення
- Чемпіон ФРН (2):

«Гамбург»: 1981-1982, 1982-1983
- Володар Кубка ФРН (1):

«Гамбург»: 1986-1987
- Володар Кубка чемпіонів УЄФА (1):

«Гамбург»: 1982-1983
- Віце-чемпіон світу: 1986